# 湊谷恭史
湊谷 恭史（みなとや やすし、1972年 - ）は、日本の映画プロデューサー。青森県五所川原市出身。趣味は「旅」。

## 略歴
1996年よりフリーランスとして映画の製作現場に関わるようになる。伊丹十三監督、黒沢清監督、是枝裕和監督、西川美和監督、廣木隆一監督、林海象監督の作品に参加。2005年より主にプロデューサーとして活動。2009 年、テレビ愛知発テレビ東京系「トミカヒーロー レスキューファイアー」のプロデューサーを務める。
また、映画テレビにとどまらず、CM、PV、ドキュメンター等を幅広く手がける。プライベートでは、映像を通した障害者の社会復帰活動支援を行う。

## 作品

### 映画
- 1996 『スーパーの女』 製作進行
- 1997 『CURE』製作進行
- 1998 『蛇の道』製作主任
- 1998 『蜘蛛の瞳』製作主任
- 2001 『DISTANCE』製作主任
- 2003 『カクト』製作主任
- 2003 『蛇イチゴ』製作主任
- 2004 『誰も知らない』製作主任
- 2005 『雨よりせつなく』製作担当
- 2005 『ウォーターズ』
- 2005 『やわらかい生活』
- 2006 『花よりもなほ』製作担当
- 2006 『黒帯 KURO-OBI』製作
- 2007 『大日本人』制作
- 2008 『蛇にピアス』ラインプロデューサー
- 2008 『世界で一番美しい夜』ラインプロデューサー
- 2008 『櫻の園』アソシエイト・プロデューサー
- 2009 『THE CODE/暗号』プロデューサー
- 2011 『デンデラ』プロデューサー
- 2012 『私の叔父さん』プロデューサー
- 2013 『100回泣くこと』ラインプロデューサー
- 2017 『破裏拳ポリマー』プロデューサー
- 2020 『無頼』プロデューサー